# Вризас, Зисис
Зи́сис Ври́зас (греч. Ζήσης Βρύζας; 9 ноября 1973, Кавала) — греческий футболист, нападающий. Выступал за сборную Греции, в её составе стал чемпионом Европы.

## Карьера

### В клубах
Зисис Вризас начал играть в футбол в команде «Ксанти» в 1991 году. Его дебют состоялся 9 февраля 1992 года - в игре с командой «Лариса». В общей сложности, с 1991 по 1996 год в этом клубе он сыграл 141 матч в чемпионате и Кубке Греции. Потом до 2000 года Вризас был игроком ПАОК. С 2000 года по 2006 Сизис выступал в Италии, за команды «Перуджа», «Фиорентина» и «Торино». Из «Фиорентины» на сезон 2004/05 отдавался в аренду в испанскую «Сельту», которая играла в Сегунде. Завершал карьеру там же, где и начал, в клубах «Ксанти» и ПАОК, в которых провёл по одному сезону — 2006/07 и 2007/08. Завершение футбольной карьеры Вризаса, 6 января 2008 года, состоялось опять в игре с командой «Лариса» - так же, как и во время его дебюта.
За время своей карьеры Вризас забил более 100 голов в 500 матчах, в которых он принял участие.
2 января 2008 года на Вризаса была возложена обязанность технического директора команды, а 9 октября 2009 года — после ухода Теодороса Загоракиса — он занял место президента ПАОК, от которого отказался 11 августа того же года. После вторичного отказа Загоракиса от президентства в январе 2012 года президентом ПАОК на основе единогласного решения совета управления клуба вновь был избран Зисис Вризас.

### В сборной
В национальной сборной Греции Зисис Вризас дебютировал 27 апреля 1994 года, в товарищеском матче против Саудовской Аравии. Первый гол забил 25 января 1995 года в ворота сборной Кипра. На Евро 2004 Вризас сыграл 5 матчей из 6 и забил гол сборной России. На следующем турнире — Кубке конфедераций Зисис принял участие уже во всех 3 играх.

## Достижения
Сборная Греции
- Чемпион Европы: 2004